# Ибрагимов, Мамед Сулейман оглы
Маме́д Сулейма́н оглы́ Ибраги́мов (азерб. Məmməd Süleyman oğlu İbrahimov; род. 21 марта 1946) — советский борец вольного стиля, призёр чемпионатов СССР и Европы, мастер спорта СССР международного класса. Увлёкся борьбой в 1960 году. Участвовал в восьми чемпионатах страны (1966-1975). В 1965 году выполнил норматив мастера спорта СССР, а в 1974 году — мастера спорта СССР международного класса. Оставил большой спорт в 1975 году.

## Спортивные результаты
- Чемпионат СССР по вольной борьбе 1973 года — ;